# Kearsarge la Boulogne

Kearsarge la Boulogne este o pictură în ulei pe pânză din 1864 a pictorului francez Édouard Manet. Înfățișează crucișătorul USS Kearsarge, învingător al bătăliei de la Cherbourg asupra CSS Alabama. Pictura este deținută de Metropolitan Museum of Art din New York.
Deși nu a fost martor al bătăliei, Manet a vizitat Cherbourg la o lună după aceea și a pictat o acuarelă despre Kearsarge, acum expusă la Dijon. Pictura în ulei s-a bazat probabil pe această acuarelă.
Mai târziu, în 1864, Manet a pictat un tablou despre bătălie Bătălia dintre Kearsarge și Alabama.